# Inhibitorium
Das Inhibitorium ist neben dem Arrestatorium eine der beiden Wirkungen, die durch die Pfändung einer Forderung eintritt. Nach § 829 Abs. 1 Satz 2 ZPO verliert der Vollstreckungsschuldner mit der Zustellung des Pfändungsbeschlusses die Verfügungsbefugnis über die gepfändete Forderung – er ist also von Rechts wegen gehindert („inhibitus“), die Forderung abzutreten oder in anderer Weise (etwa durch Erlass) über sie zu verfügen.
Beim Inhibitorium handelt es sich um ein relatives Veräußerungsverbot im Sinne von §§ 135 ff. BGB.